# Jerko Ivančić
Jerko Ivančić (Split, 1903. — Split, 27. siječnja 1942.), hrvatski pripadnik pokreta otpora u Drugome svjetskom ratu i komunist

## Životopis
Rodio se je u Splitu u težačkoj obitelji. Pridružio se komunistima. Revolucionarnom pokretu pridružio se je u ranoj fazi. Među splitskim težacima imao je veliki osobni ugled i autoritet. Isticao se u "akcionim odborima" Narodnooslobodilačkog pokreta, koji se osnivaju od lipnja 1941. godine i to na staleškoj i strukovnoj osnovi, a imali su važnu ulogu u razvitku NOP-a.
Zaslužan je za specijalni rat tj. nenasilni odnosno pasivni otpor stanovništva talijanskoj okupaciji. Splitski težaci tako nisu svoje prehrambene proizvode nosili na Pazar, čime su onemogućili da se Talijani opskrbe odnosno spriječili mogućnost da platežno jači Talijani i njihovi prekupci opskrbe se ispred platežno slabijih Hrvata, i da Talijani umjetno stvore oskudice i nestašice hrane među Hrvatima. Umjesto toga, splitski težaci su prodavali svoje proizvode pravim ljudima po kućama ili na organiziranim mjestima u gradu. Također se je putem težačkog akcionog odbora prikupljalo sredstva za potrebe NOP-a i doista su mnogo prikupili.
Uhićen je u noći 6. na 7. siječnja 1942. godine. Zatočili su ga u zatvor gdje su ga mučenjem ispitivali. Ništa nije priznao niti je koga odao. Od posljedica mučenja umro je 27. siječnja 1942. godine. Tri dana poslije su povodom njegove smrti na zidovima mnogih kuća i na izlozima dućana osvanuli natpisi "Smrt fašizmu – slava žrtvi fašizma, drugu Ivančiću".
Po Ivančiću je ime dobio Dinarski partizanski bataljun, koji je poslije ušao u sastav Druge dalmatinske proleterske udarne brigade.
U Splitu se je u doba socijalističke Jugoslavije po Henriku Znidaršiču zvala jedna ulica.